# HIStory: Past, Present and Future, Book I
HIStory: Past, Present and Future, Book I je dvojalbum amerického zpěváka Michaela Jacksona, vydané 20. června 1995. Skládá se ze dvou disků. První disk nazvaný „HIStory Begins“ obsahuje 15 největších hitů z Jacksonových předchozích průlomových alb Off the Wall (1979), Thriller (1982), Bad (1987) a Dangerous (1991). Druhý disk „HIStory Continues“ obsahuje 15 zbrusu nových skladeb, z nichž 12 Jackson sám napsal. Navíc si v nich zahrál na kytaru, klávesy, bicí, bubny a syntetizér. Alba HIStory se prodalo 20 milionů nosičů (CD) v době svého vydání a do dnešních dnů přes 40 milionů po celém světě. Je to nejprodávanější dvojalbum v historii a druhé nejprodávanější album 90. let. Bylo nejprodávanějším albem v 19 zemích světa a obdrželo celkem 5 nominací na cenu Grammy.

## Singly

### Scream
Pilotní singl je duetem se sestrou Michaela Janet Jacksonovou. Jedná se o jeho poslední spolupráci s ní. Píseň má agresivní text namířený proti bulvárním médiím.
Videoklip k písni měl rozpočet 7 milionů dolarů, což ho dělá nejdražším videoklipem v historii. Získal 11 nominací na MTV Music video awards, což je dodnes rekord. Úspěšně proměněné nominace byly za nejlepší taneční video, nejlepší choreografii a nejlepší uměleckou režii. Videoklip byl oceněn cenou Grammy za nejlepší videoklip. Natočen byl i krátký dokument The Making of Scream.

### Childhood
Nevyšel jako samostatný singl, ale byl přidán jako doplněk k singlovému vydání písně „Scream“. Také vyšel na soundtracku k filmu Zachraňte Willyho 2. Píseň je o jeho těžkém dětství. V pozdějších letech řekl, že je to jeho nejupřímnější autobiografická píseň.
K písni se natočil i stejnojmenný videoklip.

### You Are Not Alone
Tato píseň se stala historicky prvním singlem, který se dostal v hitparádě Billboard na první místo ve dni vydání. Stala se tak 13. singlem Michaela Jacksona na prvním místě v americkém žebříčku. Skladba získala nominace na cenu Grammy a American Music Award, obě za nejlepší vokální výkon v popové písni. Je to píseň o lásce a odloučení a jedna z jeho nejpomalejších písní. Navzdory tomu, že ji nenapsal ji lze považovat za autobiografické vyjádření lásky k jeho tehdejší ženě Lise Marii Presleyové, která ve videoklipu také účinkovala. Poslední sekvence klipu, kde Michael laškuje se svou ženou, byla natočena bez jejich vědomí.

### Earth Song
Singl dosáhl několika prvních míst v hitparádách v mnoha zemích. Je to jedna z jeho mnoha charitativních nebo sociálně uvědomujících písní jako „We Are the World“, „Man in the Mirror“, „Heal the World“, „Gone Too Soon“, „Cry“ a nespočet dalších. Je to balada s prvky blues, evangelia i opery. Píseň samotná je výzva k problémům, které způsobilo samo lidstvo, která se zaobírá tragédií válek, devastací přírody a likvidací zvířat. Původně měla vyjít už na albu Dangerous pod názvem „What About Us“ (co je to s námi), ale Jackson s písní nebyl plně spokojený, tak ji ještě obohatil převážně o úvodní část.
Jackson chtěl vytvořit píseň, která by byla lyricky hluboká, ale melodicky jednoduchá, aby tak i anglicky nemluvící fanoušci mohli zpívat s davem. Sám k tomu řekl: „Příroda se snaží vyrovnat s člověkem způsobenou ekologickou nerovnováhou a s mnoha problémy v životním prostředí. Myslím si, že Země cítí bolest, má rány a některé radosti života jsou na tom stejně. A tohle je moje šance, aby lidé slyšeli hlas Země.“
Videoklip získal několik hodnotných cen, včetně nominace na cenu Grammy za nejlepší videoklip.

### This Time Around
Je to autobiografická píseň, ve které popisuje své problémy, které vyvolává jeho sláva a jak se s ní vyrovnává. V celé písni tvrdí, že byl „falsely accused“ (falešně obviněn).

### They Don't Care About Us
Píseň se dostala do žebříčku top ten ve všech evropských zemí a navzdory tomu, že se ji v USA zdráhaly hrát kvůli kontroverznímu textu dosáhla 30. místa v Billboard Hot 100. Používá se při protestech hnutí Black Lives Matter. Píseň má být kritikou předsudků a následné nesnášenlivosti. Ovšem píseň byla často především v USA kritizována za údajný rasistický a antisemitský obsah v textu „Jew me, sue me, everybody do me“ / „Kick me, kike me, don't you black or white me.“ („Dělejte ze mě Žida, žalujte mě.“ / „Všichni se na mě vrhněte. Kopejte do mě, odsuďte mě.“ (kvůli etnické zášti vůči židovské osobě) / „Nebudete ze mě teď dělat černocha nebo bělocha.“). Jackson se proti tomu ohradil: „Myšlenka, že tyto texty mohou být považovány za nevhodné, mi jsou velmi nepříjemné, protože to je zavádějící. Píseň je ve skutečnosti o bolesti z předsudků a nenávisti, a je to způsob jak upoutat pozornost na sociální a politické problémy. Jsem hlas obviněného a napadeného. Jsem hlasem každého. Jsem skinhead, jsem Žid, jsem černý muž, jsem bílý muž. Nejsem ten, kdo útočí. Jedná se o nespravedlnost vůči mladých lidem a o tom, jak je systém může neoprávněně obvinit. Jsem naštván a pobouřen z toho, že bych mohl být tak špatně pochopen.“
K písni byly natočeny hned 2 videoklipy. První byl natočen v Brazílii, navzdory nevoli úředníků, kteří se to snažili zakázat, protože se obávali, že obrazy chudoby by mohli negativně ovlivnit cestovní ruch. Také se obávali, že scény chudoby a porušování lidských práv, by k tomu ještě mohli snížit šance na pořádání Letní olympiády v roce 2004. Nakonec, i přes původní neschválení brazilskými úřady, mu to bylo díky soudu umožněno k nadšení mnoha brazilských fanoušků. Ve videoklipu jsou i ukázány záběry 2 fanynek, které se dostali přes ochranku. První ho objala a druhá dokonce povalila na zem. Oblast, kde se natáčelo, muselo uzavřít 1500 policistů. Spolupracoval zde s 200 členy brazilské kultovní skupiny Olodum, V roce 2009 Billboard popsal oblast, kde natáčel jako „vzorový model sociálního rozvoje“ a tvrdil, že Jacksonův vliv byl částečně zodpovědný za toto zlepšení.
Druhá méně známá verze byla natočena ve vězení, kde byl Jackson natáčen sám v cele nebo v jídelně se spoluvězni i bez nich. Je zobrazen i s pouty. Videoklip je soustavně prokládán skutečnými záběry policistů útočících na Afroameričany, vojenského zásahu proti protestům na náměstí Nebeského klidu, Ku Klux Klanu, válečných zločinů, genocidy, poprav, nelidskosti, stanného práva a další záběry porušování lidských práv.

### HIStory
Je to titulní píseň celého alba po které je celé album pojmenované. Jako singl vyšla až jako remixovaná verze z alba Blood on the Dance Floor: HIStory in the Mix. Remix je oproti původní verzi kratší, rytmičtější, rychlejší a všeobecně, jako všechny písně z alba Blood on the Dance Floor, je velmi vhodný k tanci. Píseň vyzdvihuje důležitost harmonie mezi národy, světového míru a také upozorňuje na utrpení dětí a vzkazuje, že každý z nás má důležitý podíl na tvoření lepšího světa.
Videoklip je k remixované verzi a žena z budoucnosti si v něm nasadí futuristické brýle a ocitne se v nočním klubu, kde se na obrazovkách zobrazují úryvky z Jacksonových starších klipů a záběrů z koncertů.

### Stranger in Moscow
Píseň je autobiografickou baladou a jedna z jeho nejpomalejší písní. Je to velmi smutná píseň, v písni mimo jiné zpívá: „Happy days will drown the pain.“ (Šťastné dny potopí bolest.), „Here abandoned in my fame“ (Jsem zde opuštěný v té své slávě.), „How does it feel, when you're alone and you're cold inside?“ (Jak se člověk cítí, když je sám a ve svém nitru cítí pouze chlad?) „like stranger in Moscow“ (jako cizinec v Moskvě). Píseň napsal, když byl sám v hotelu v Moskvě během turné Dangerous a právě probíhal mediální ruch okolo nařčení z jeho údajného sexuálního napadení.
Videoklip zobrazuje 5 různě osamělých postav a samotného Jacksona, který se prochází po městě. Všechno ostatní se pohybuje velmi zpomaleně. Byly použity speciální efekty při zobrazení ptactva, vosy, rozlití káv i při rozbíjení skla.

### Smile
Je adaptace jeho oblíbené písně od Charlese Chaplina.

## Další písně

### D.S.
Je to rocková píseň, která je o hořkosti, nedůvěře a korupci v rámci vymáhání práva. Píseň je o okresním advokátu Santa Barbary Tomu S. Sneddonovi, který se v letech 1993 a 2003 s Jacksonem soudil kvůli údajnému sexuálnímu obtěžování nezletilých. Nutno říci, že mu nikdy nic nedokázal. V písni je Sneddon přejmenován na Doma Sheldona. Píseň byla zpívána před soudem skupinou Jacksonových fanoušků každý den, kdy se soud uskutečnil. V skladbě hraje i kytarista skupiny Guns N' Roses Slash.
Píseň nemá samostatný videoklip, ale byla užita i v tehdy nejdelším hudební videu na světě Michael Jackson's Ghosts spolu s dalšími písněmi z tohoto alba a alba Blood on the Dance Floor.

### Money
Mezi fanoušky je tato skladba hodnocena jako velmi povedená kritická píseň, mířená proti lidem, kteří jsou schopni dělat pro peníze špatné necharakterní činy.

### Come Together
Píseň napsal John Lennon a původně byla nahrána kapelou Beatles v roce 1969 a je jedním z jejich největších hitů. Jackson ji nazpíval už v roce 1988 pro svůj autobiografický film Moonwalker, ale vydal ji až na tomto albu. Mimochodem už v té době vlastnil všechna práva na jejich skladby.

### Tabloid Junkie
Je to píseň o předpojatosti a lživosti médií a také o falešném obrazu „člověka“, který o něm vytvořily. Píseň je míněna jako prosba veřejnosti, aby přestali věřit obsahu bulvárních médií. Zpívá: „Just because you read it in the magazine or see it on the TV screen don't make it factual.“ (Jenom proto, že sis to přečetl v časopise nebo si to viděl v televizní obrazovce, to nedělá pravdivé.)

### 2 Bad
Píseň kritizuje média.
Také byla použita v hudebním videu Michael Jackson's Ghosts.

### Little Susie
Je to balada, která se zakládá na skutečném příběhu. Tuto píseň napsal, když byl ještě teenager a je o malé Susie, která zemřela.

## Seznam skladeb

### Disk 1:HIStory Begins
| Pořadí         | Název                          | Autor                            | Délka |
| -------------- | ------------------------------ | -------------------------------- | ----- |
| 1.             | Billie Jean                    | Michael Jackson                  | 4:54  |
| 2.             | The Way You Make Me Feel       | M. Jackson                       | 4:57  |
| 3.             | Black or White                 | M. Jackson / B. Bottrell         | 4:15  |
| 4.             | Rock with You                  | R. Temperton                     | 3:39  |
| 5.             | She's Out of My Life           | T. Bahler                        | 3:37  |
| 6.             | Bad                            | M. Jackson                       | 4:07  |
| 7.             | I Just Can't Stop Loving You   | M. Jackson                       | 4:11  |
| 8.             | Man in the Mirror              | S. Garrett / G. Ballard          | 5:18  |
| 9.             | Thriller                       | Temperton                        | 5:57  |
| 10.            | Beat It                        | M. Jackson                       | 4:18  |
| 11.            | The Girl Is Mine               | M. Jackson                       | 3:41  |
| 12.            | Remember the Time              | M. Jackson / T. Riley / B. Belle | 3:59  |
| 13.            | Don't Stop 'Til You Get Enough | M. Jackson                       | 6:04  |
| 14.            | Wanna Be Startin' Somethin'    | M. Jackson                       | 6:02  |
| 15.            | Heal the World                 | M. Jackson                       | 6:24  |
| Celková délka: | Celková délka:                 | Celková délka:                   | 71:39 |

### Disk 2:HIStory Continues
| Pořadí         | Název                    | Autor                                              | Délka |
| -------------- | ------------------------ | -------------------------------------------------- | ----- |
| 1.             | Scream                   | J. Harris III / T. Lewis / M. Jackson / J. Jackson | 4:38  |
| 2.             | They Don't Care About Us | M. Jackson                                         | 4:44  |
| 3.             | Stranger in Moscow       | M. Jackson                                         | 5:43  |
| 4.             | This Time Around         | M. Jackson / D. Austin / Swedien / Rene            | 4:20  |
| 5.             | Earth Song               | M. Jackson                                         | 6:46  |
| 6.             | D.S.                     | M. Jackson                                         | 4:50  |
| 7.             | Money                    | M. Jackson                                         | 4:41  |
| 8.             | Come Together            | John Lennon / Paul McCartney                       | 4:02  |
| 9.             | You Are Not Alone        | R. Kelly                                           | 5:45  |
| 10.            | Childhood                | M. Jackson                                         | 4:28  |
| 11.            | Tabloid Junkie           | M. Jackson / Harris III / Lewis                    | 4:32  |
| 12.            | 2 Bad                    | M. Jackson / Swedien / Rene / Austin               | 4:49  |
| 13.            | HIStory                  | M. Jackson / Harris III / Lewis                    | 6:37  |
| 14.            | Little Susie             | M. Jackson                                         | 6:13  |
| 15.            | Smile                    | J. Turner / G. Parsons / Chaplin                   | 4:56  |
| Celková délka: | Celková délka:           | Celková délka:                                     | 77:06 |